# Cristian Mungiu
Cristian Mungiu (Iaşi, 27 de abril de 1968) é um realizador de cinema romeno. É um dos realizadores atuais mais conhecidos da Roménia.

Em 2007, escreveu e dirigiu o filme 4 luni, 3 săptămâni şi 2 zile, premiado com a Palma de Ouro no Festival Internacional de Cinema de Cannes.

## Biografia
Mungiu nasceu em Iaşi. Depois de estudar Literatura Inglesa na Universidade de Iaşi, foi professor e jornalista. Depois disso, inscreveu-se na UNACT (Universitatea Naţională de Artă Teatrală şi Cinematografică “I.L.Caragiale”) em Bucareste para estudar realização de cinema. Após a graduação em 1998, Mungiu realizou diversas curtas metragens. Em 2002, estreou o seu primeiro filme, Occident, que recebeu aclamação da crítica, ganhou vários prémios em festivais de cinema e foi anunciado no Director’s Fortnight no Festival de Cannes de 2002.
Em 2007 Mungiu escreveu e realizou o seu segundo filme, 4 Meses, 3 Semanas e 2 Dias. O filme foi recebido com entusiasmo, recebendo aclamação da crítica e foi seleccionado para a competição oficial do Festival de Cannes de 2007, onde recebeu o Palme d'Or , marcando a primeira vez que este tipo de prémios foi entregue a um realizador romeno.
Em 2012, lançou no Festival de Cannes o filme Além das Montanhas, que venceu o Prêmio de Interpretação Feminina e Melhor Roteiro no Festival.
Seu filme seguinte, Graduation, venceu o Prémio de melhor diretor (Festival de Cannes).
Mungiu afirmou que as suas principais influências de realização são Miloš Forman e Robert Altman.

## Filmografia
- 2000 
  - Corul pompierilor (curta)
  - Nicio întâmplare (curta)
  - Zapping (curta)
- 2002 – Ocidente - no original Occident
- 2005 – Lost and Found - segmento Turkey Girl
- 2007 – 4 Meses, 3 Semanas e 2 Dias
- 2009 - Brasil: Contos da Era Dourada / Portugal: Histórias da Idade de Ouro - no original Amintiri din epoca de aur
- 2012 – După dealuri
- 2016 – O Exame - no original Bacalaureat